# ولاية أبوري
ولاية أبوري (بالإسبانية: Apure)‏ هي ولاية فنزويلية تقع في فنزويلا . يقدر عدد سكانها بـ 473,900 نسمة .

## أعلام
- خوسيه مانويل بريسينو غيريرو